# Шилтрон
Шилтрон (англ. schiltron, також відомий як schiltrom або shiltron, вимовляється «skil-tron») - щільне кругове шикування із списоносцями  в перших рядах (circles of spearmen), у буквальному перекладі  - «рухомий ліс».
Спочатку, при Воллесі, шикування було суто оборонним (тоді першими в середньовічній Європі шотландці застосували довгі «піхотні» списи). Брюс при Беннокберні привів його в рух (змусивши англійців битися на незручній для них території). Цей успіх надихнув так шотландців, що вони повторювали його аж до самогубних випадків при Хелідон-Хілл (1333 р.) або Дапплін-Мур (1332).
У Брайанта в «The Age of Chivalry»   шілтрон описується як «tight box formations» («щільні прямокутники»). Але той же Брайант описує шілтрони при Беннокберні (1314 р.), як «три величезних нащетинені кулі», «повільно рухому сталеву стіну». Вальтер де Гізборо описував шотландські шілтрони перед битвою при Фолкерк (1298 р.)  як «круглі за формою ... [з людьми] стоять плечем до плеча в глибокому шикуванні і лицем до зовнішньої лінії кола, з списами виставленими вперед і вгору ».
Тут немає протиставлення. У русі кругове шикування зберігати неможливо; волею-неволею воно повинно було трансформуватися в щось прямокутне, витягнуте - каре або «колону».
Дане шикування застосовувалося шотландцями:
1. Вільям Воллес при Фолкерку (1298)
2. Томас Рендольф[en] в перший день битви при Беннокберні (1314)

У лінійних побудовах:
1. В ході основної битви при Беннокберні
2. Мітон (1319)
3. Дапплін-Мур (1332)
4. Хелідон-Хілл (1333)
5. Кулбліне (1335)
6. Невіллс-Кросс (1346)
7. Оттербурн (1388)